# ウキコ
株式会社ウキコは、福岡県福岡市博多区に本社を置いていた企業グループである。
本業であるタクシー・交通事業のほか自動車学校経営、レストランやボウリング場の経営、山林・不動産開発による分譲住宅販売などを展開していた。
新宮町内でコミュニティバスを運行していた。社団法人日本バス協会の会員にはなっていなかった。

## 沿革
- 1950年8月 - 設立。
- 2003年4月1日 - 新宮町コミュニティバスの受託運行開始。
- 2011年3月31日 - 新宮町コミュニティバスの受託運行終了。

## 展開していた事業

### タクシー・バス事業
- 浮羽交通 - 浮羽地域でタクシー事業を行っている。グループ名の由来と思われる。
- 株式会社ウキコ　バス事業部 - 上述新宮町コミュニティバスの受託を行っていた。

### 自動車学校事業
- ウキコドライバーズスクール甘木 - 現在は株式会社甘木自動車学校へ移管。
- ウキコドライバーズスクールはかたの森 - 株式会社丸二商会へ移管し博多の森ドライビングスクールに改称。2018年から株式会社一二に移管しアイルモータースクール博多の森に改称。
- 西日本自動車学園

### 自動車販売・修理事業
- 朝倉市内の「カープラザウキコ」にて、中古車・新車の販売及び自動車整備を行っていた。

## 路線バス

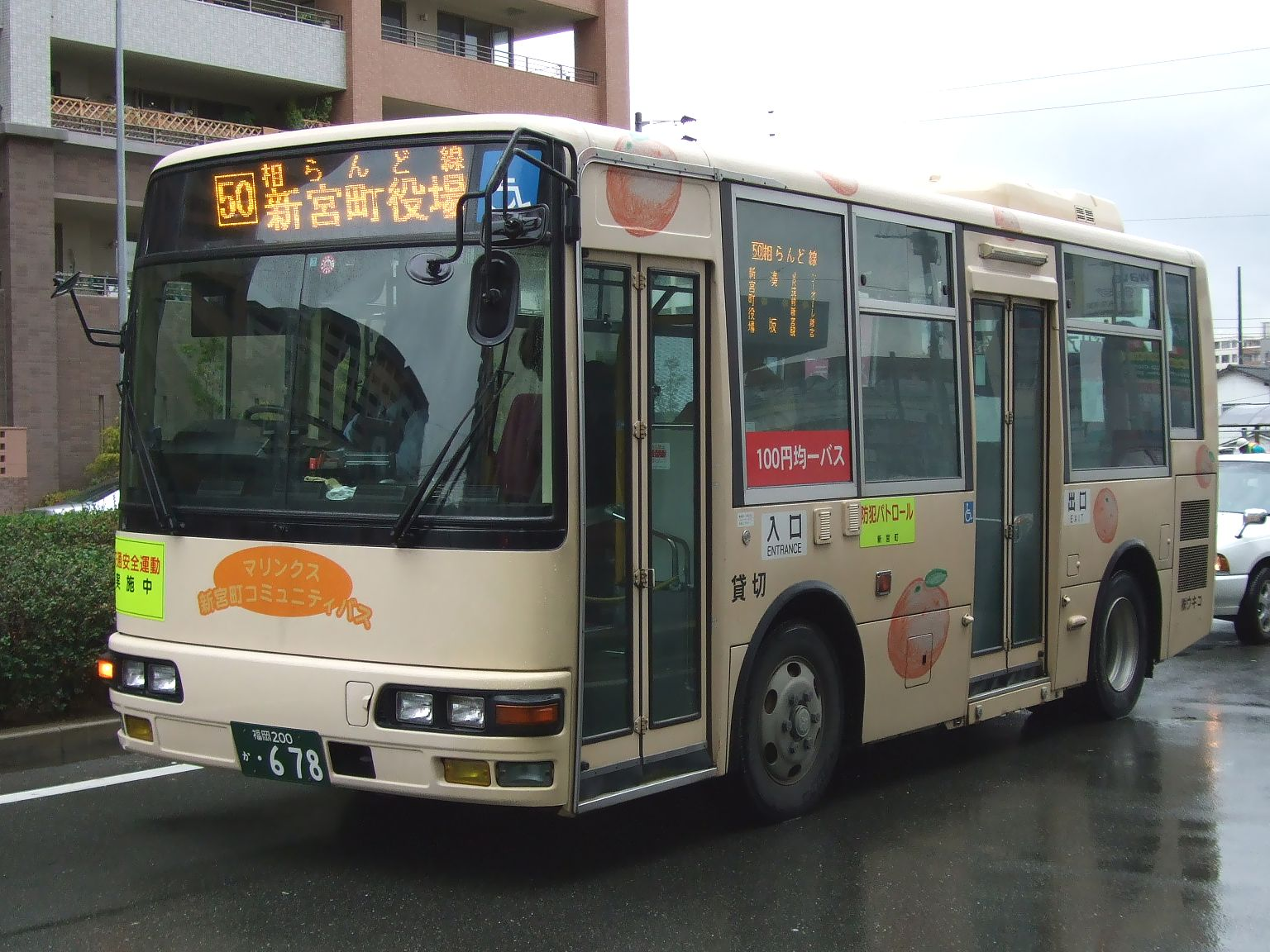
車両（エアロミディ）

- 福岡県糟屋郡新宮町大字的野620-1にバス営業所を置き、新宮町コミュニティバスの運行を担当していた。